# Peter Gottlob
Peter Gottlob (* 1938 in Rumburk) ist ein deutscher Kraftsportler, Bodybuilder und Unternehmer. Er gründete eines der ersten deutschen Bodybuilding-Studios und war deutscher Meister im Bodybuilding.
Gottlob besuchte in Garmisch-Partenkirchen die Schule und erlernte den Beruf des Hotelkaufmanns. Den Abschluss machte er an der Belvoirpark Hotelfachschule in Zürich. Er studierte anschließend in Stuttgart einige Semester Kunst an der Merz Akademie. Bei Reisen nach Paris lernte er die dortige Kraftsportszene kennen. Im Jahr 1959 besuchte er das Studio von Harry Gelbfarb in Schweinfurt, das dieser drei Jahre zuvor als erstes Bodybuilding-Studio in Deutschland gegründet hatte. Am 15. September 1959 gründete Gottlob sein "Institut für Bodybuilding". Nach Gelbfarb und Poldi Merc gilt Gottlob damit als Gründer des dritten Bodybuilding-Studios in Deutschland. In den folgenden zwei Jahrzehnten expandierte Gottlob und betrieb zahlreiche Studios in Stuttgart und anderen deutschen Städten. Werner Kieser holte sich im Jahr 1963 wertvolle Tipps von Gottlob für seinen eigenen Einstieg in das Studio-Geschäft. Das letzte Studio verkaufte Gottlob 1983, um sich der Entwicklung und dem Vertrieb seiner eigenen Fitnessgeräte zu widmen. Mit der Firma "Galaxy Sport" brachte Gottlob Geräte für Bodybuilding, Fitness und Rehabilitation auf den Markt und trat damit in Konkurrenz zu etablierten Anbietern wie Nautilus. Vertrieben wurden sie in Europa, den USA und Asien. Gottlob verkaufte Galaxy Sport im Jahr 1992.
1960 veranstaltete Gottlob die erste Stuttgarter Meisterschaft als erste offizielle Bodybuilding-Meisterschaft in Deutschland. Zudem organisierte Gottlob eine europäische Meisterschaft mit dem Titel "Bestgebauter Athlet". Bei der zweiten Veranstaltung im Jahr 1965 errang Arnold Schwarzenegger seinen ersten Bodybuilding-Titel als "Mr. Europe Junior". Die erste deutsche Meisterschaft im Kraftdreikampf veranstaltete Gottlob im Jahr 1964. In den folgenden Jahren nahmen neben Schwarzenegger auch Franco Columbu und namhafte deutsche Gewichtheber teil.
Im Jahr 1967 wurde Peter Gottlob deutscher Meister im Bodybuilding, nachdem er 1961 bereits den dritten Platz bei der Europameisterschaft erzielt hatte. Noch mit 67 Jahren erzielte Gottlob mit einem 254-kg-Gewicht den vierten Platz bei einem Steinheben-Wettkampf in München. Zu Gottlobs Schülern zählte Jusup Wilkosz, als Doppelweltmeister bisher erfolgreichster deutscher Bodybuilder. Gottlobs Sohn Axel wurde 1982 Deutscher Meister im Bodybuilding.